# Ліндіта Ніколла
Ліндіта Ніколла (нар. 22 жовтня 1965, Тирана) — албанська політикиня (СП), член виконавчого комітету Соціалістичної партії Албанії. З 2021 року вона є спікеркою парламенту (Народні зборів Албанії). З 2013 по 2017 роки вона була міністеркою освіти та спорту в кабінеті Рами I та з вересня 2017 по грудень 2018 року — главою новоствореного Міністерства освіти, спорту та молоді в кабінеті Рами II.

## Навчання
З 1989 року Ніколла отримала ступінь з математики на факультеті природничих наук Університету Тирани. У 2006 році вона закінчила Академію лідерства та реформ Інституту демократії та посередництва в Тирані, а в 2008 році — Академію адміністративних та поліцейських досліджень Піттсбурзького університету. З 2010 року вона отримала ступінь магістра державного управління в Албанському університеті Тирани.

## Політична кар'єра
З 2003 року почала активну політичну діяльність. З 2003 по 2006 рік працювала радником адміністрації І-го району Тирани. З 2007 по 2013 рр. обиралася міським головою І-го столичного виборчого округу. З 2007 року вона є членом правління Соціалістичної партії Албанії.
На парламентських виборах 31 червня 2013 року Ніколла була обрана депутаткою округу Тирана, а 31 червня вона оголосила, що очолить Міністерство освіти і спорту в наступному кабінеті під керівництвом лідера Соціалістичної партії Еді Рами. 15 числа 10 вересня вона склала присягу перед президентом Буяром Нішані, після чого наступного дня приступила до виконання обов'язків міністерки освіти та спорту.
У травні 2017 року її змінила позапартійна Мірела Карабіна після того, як соціалісти і демократи погодилися, що опозиція може призначити сім нових міністрів для «технічного уряду», щоб забезпечити належне проведення виборів. Після нових виборів їй було доручено новостворене Міністерство освіти, спорту та молоді. Після періоду тривалих студентських протестів у грудні 2018 року Еді Раму та інших вісім міністрів відправили у відставку. Серед звільнених міністрів була міністерка освіти Ліндіта Ніколла. Рама пояснив зміни з огляду на майбутні місцеві вибори в червні 2019 року.
Після Парламентських виборів у квітні 2021 року у вересні Ніколла була обрана головою нового парламенту. Опозиція бойкотувала вибори.

## Особисте життя
Ліндіта Ніколла одружена з Лігором Ніколлою. Вони є батьками однієї доньки Лівії. Ніколла вільно володіє англійською, італійською та французькою мовами.

## Веб-посилання
- Біографія на сайті парламенту